# Daniel Lacombe
Pour les articles homonymes, voir Lacombe.
Daniel Lacombe est un homme politique français né le 19 juin 1870 à Bournezeau (Vendée) et décédé le 20 novembre 1939 aux Sables-d'Olonne (Vendée).

## Biographie
Attaché au ministère des finances, il est conseiller de préfecture dans l'Orne en 1897. Propriétaire terrien dans sa commune natale, il est député de la Vendée de 1906 à 1914, inscrit au groupe de la Gauche radicale. 